# Диселенид празеодима
Диселенид празеодима — бинарное неорганическое соединение
празеодима и селена
с формулой PrSe2,
кристаллы.

## Получение
- Нагревание чистых веществ в вакууме:

{\displaystyle {\mathsf {Pr+2Se\ {\xrightarrow {1280^{o}C}}\ PrSe_{2}}}}

## Физические свойства
Диселенид празеодима образует кристаллы
тетрагональной сингонии,
пространственная группа P 4/nmm,
параметры ячейки a = 0,4170 нм, c = 0,8400 нм, Z = 2,
структура типа антимонида димеди Cu2Sb
.
Соединение образуется по перитектической реакции при температуре 1280°С,
обеднено селеном и имеет область гомогенности 64,5÷65,5 ат.% селена.